# Cadillac XTS
El Cadillac XTS es un automóvil de lujo del segmento F producido por General Motors y diseñado por Christine Park.
Cabe destacar un motor disponible para este modelo, el V6 de 3.6 litros desarrolla 304 CV de potencia y 264 lb-pie de torsión. El XTS tiene alrededor de 0-60 millas por hora (0-97 km / h) en un tiempo de 6,7 segundos y un consumo de combustible de 21 millas por galón en Estados Unidos (11 L/100 km, 25 mpg-imp).

## Producción
Para el mercado americano, el Cadillac XTS es montado en Oshawa, Ontario, Canadá. Para el mercado chino, el Cadillac XTS es montado por la planta de General Motors de Shanghái. La producción comenzó en febrero de 2013. Además la versión del Cadillac XTS 3.6 V6 LFX también viene con un motor turbo de 2.0 LTG en el mercado chino. En el mercado chino, el XTS de Cadillac 3.6 V6 LFX se llama XTS 36S y la versión 2.0 turbo con LTG es llamado XTS 28T. Este vehículo puede ser comercializado parcialmente en Europa, aunque el único coche basado en la plataforma Epsilon II LWB vendidos en Europa fue de Saab 9-5 que detuvo la producción en 2012.

## Características
El automóvil tiene unas dimensiones de una longitud de 5,131 milímetros, un ancho de 1,852 milímetros, una altura de 1,501 milímetros y una distancia entre ejes de 2,837 milímetros. En los Estados Unidos, el XTS viene impulsado por un V6 de 3,6 litros que genera 304 caballos a 6,800 rpm y 264 lb-pie de torque a 5.200 rpm. El rendimiento de la gasolina tiene una potencia de 17 millas por galón en Estados Unidos y tiene un estimado de 0 a 60 millas por hora (0 a 97 km / h) en un tiempo de 6,7 segundos. Las características estándar incluyen un climatizador automático de doble zona acondicionado, control de crucero, entrada sin llave, asiento de cuero-tapizado, asientos delanteros con ajuste eléctrico de 8 vías, asistente de estacionamiento y completo equipamiento de seguridad como el ABS, control de estabilidad, airbags frontales, airbags laterales delanteros, laterales frente airbags de cortina y traseros, airbag de rodilla, el monitor de presión de neumáticos.

## XTS Platinum Concept
La General Motors presentó un sedán llamado XTS Platinum Concept en el North American International Auto Show 2010, después de anunciar un vehículo privado a los periodistas del automóvil el 11 de agosto del 2009. El concepto es a las cuatro ruedas y es impulsado por un 3.6 L (220 cu in) V6 híbrido enchufable estimado a 350 hp (260 kW). En su interior se basa en los materiales cosidos a mano y utiliza el sistema Organic Light-Emitting Diode (O-LED) en las pantallas en lugar de los indicadores y las pantallas tradicionales. La versión Platinum salió a la venta en el 2013.

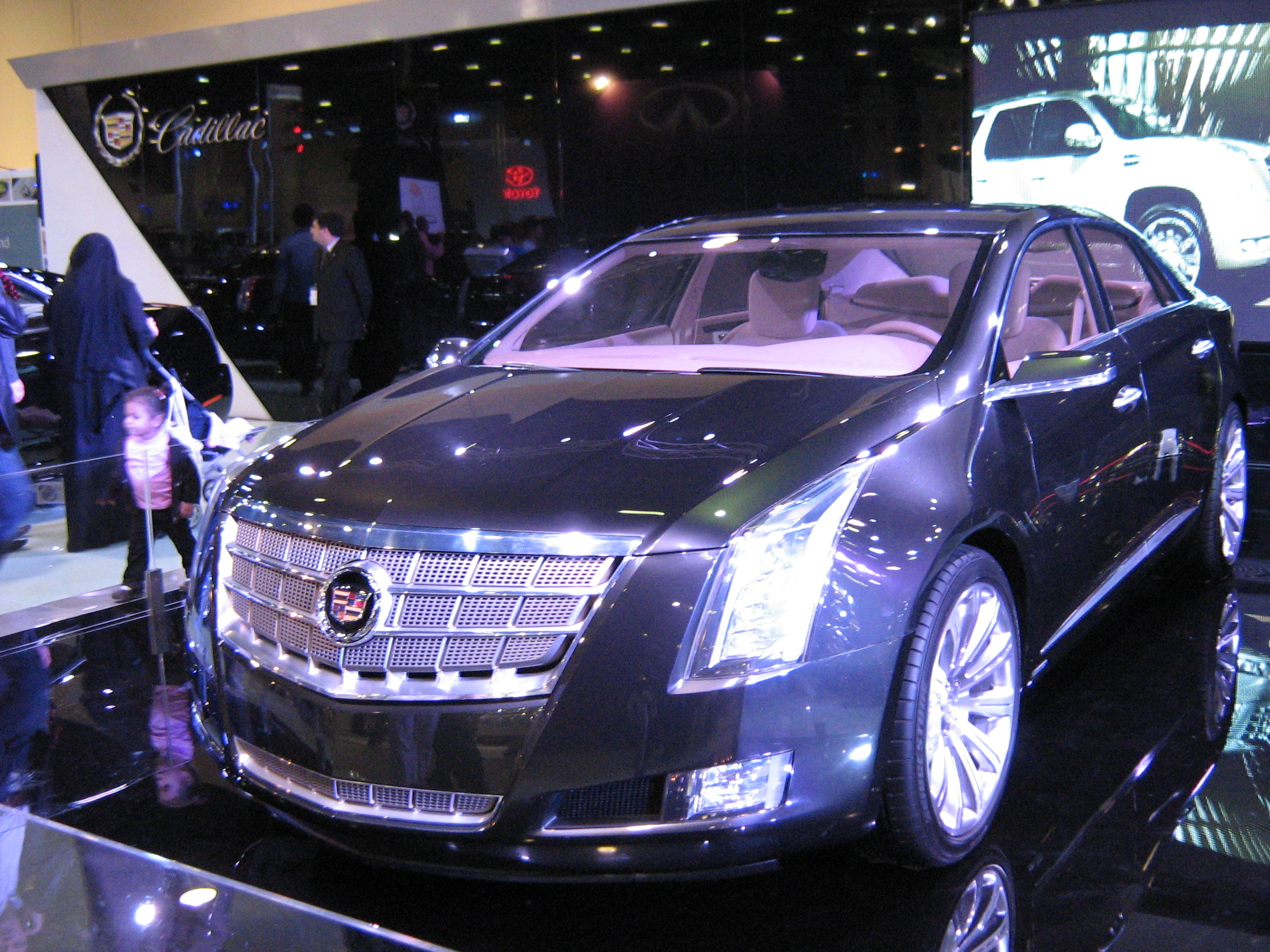
XTS Platinum Concept

## Ventas en los Estados Unidos
| Año    | 2012   | 2013   | Total  |
| ------ | ------ | ------ | ------ |
| Ventas | 15.049 | 32.559 | 47.608 |

## Versiones
| Modelos del XTS  |          |              |               |              |                            |                                     |                          |        |       |
| Desplazamiento   | Petróleo | Modelo de GM | Configuración | Aspiración   | Fuerza                     | Torque                              | Transmisión              | Nota   | Años  |
| ---------------- | -------- | ------------ | ------------- | ------------ | -------------------------- | ----------------------------------- | ------------------------ | ------ | ----- |
| 2.0 L (1,998 cc) | Gasolina | LTG          | I-4           | Turbocharged | 272 hp (203 kW) @ 5500 rpm | 260 lb·ft (353 N·m) @ 1700-5500 rpm | 6 velocidades automático | China  | 2013- |
| 3.6 L (3,564 cc) | Gasolina | LFX          | V6            | Natural      | 321 hp (239 kW) @ 6800 rpm | 274 lb·ft (371 N·m) @ 4800 rpm      | 6 velocidades automático |        | 2013- |
| 3.6 L (3,564 cc) | Gasolina | LF3          | V6            | Turbocharged | 410 hp (310 kW) @ 5750 rpm | 369 lb·ft (500 N·m) @ 3500-4500 rpm | 6 velocidades automático | VSport | 2013- |

## Versión limusina
La versión limusina del XTS se anunció en el 2012 pero al final salió a la venta a finales de ese mismo año.